# Bailliage de Regensdorf
1468–1798
Entités précédentes :
- Seigneurie de Regensberg

Entités suivantes :
- District de Regensdorf (renommé en district de Dielsdorf en 1871)
- District de Bülach

Le bailliage de Regensberg est un bailliage du canton de Zurich.

## Histoire
Le bailliage est créé en 1468. Il est supprimé en 1798 et son territoire est partagé entre le district de Regensdorf (renommé depuis en district de Dielsdorf) et le district de Bülach.